# Imre Abay
Imre Abay – węgierski szermierz.

## Życiorys
W ciągu swojej kariery zdobył srebrny medal w drużynie na mistrzostwach świata w 1983 roku – w Wiedniu.